# Hellinsia cristobalis
Hellinsia cristobalis es una polilla de la familia Pterophoridae. 

## Distribución
Se encuentra en las Islas Galápagos.

## Descripción
Su envergadura es de 13 a 16 mm. Las antenas tienen rayas longitudinales de color marrón oscuro y negro en una basal de color marrón oscuro de fondo. Hay escalas de colores en el tórax, éstos son basales de beige, apical marrón grisáceo y blanco lateralmente en el ápice. Las alas delanteras son en su mayoría de basal pálido con color marrón claro y apicalmente con escalas de marrones más oscuros, y pura escala de blancos. Las alas posteriores y sus márgenes son marrón grisáceo.
Los adultos se han avistado en febrero y noviembre.